# فندق جين (الولايات المتحدة)
فندق جين (بالإنجليزية: The Jane)‏ يقعُ في حي ويست فيليدج في مانهاتن؛ مدينة نيويورك. بُني في عام 1908 من قبل جمعية أصدقاء البحارة الأمريكية كمنزل للبحارة ويسمى منزل ومعهد البحارة التابع لجمعية أصدقاء البحارة الأمريكية.
صُمم من قبل ويليام بورنج على الطراز الجورجي، وهو أحد المعالم المميزة في مدينة نيويورك.

## الموقع
يقع على شارع ويست؛ منطقة القرية الغربية في جزيرة مانهاتن في مدينة نيويورك. يحتل الفندق الزاوية الشمال شرقية لشارع ويست وشارع جين، على الضفة الشرقية لنهر هادسون، جنوب حي المجزأة للمعالجة. والمبنى موجود في الزاوية الجنوب الغربية لمنطقة المدينة المحصورة بشوارع ويست إلى الغرب وشارع هوراتيو إلى الشمال، وشارع واشنطن إلى الشرق، وشارع جين إلى الجنوب.
الموقع المربع يغطي مساحة تبلغ 8,812 قدم مربعة (818.7 متر مربع)، مع واجهة تبلغ 135.18 قدم (41.20 متر) على شارع جين وعمق يبلغ 66.21 قدم (20.18 متر). تاريخياً، كان الموقع يطل مباشرة على رصيف شركة كيونارد للشحنات على نهر هادسون.